# Gábor Marianne
Gábor Marianne (Budapest, 1917. április 26. – Budapest, 2014. július 23.) magyar festőművész, grafikus.

## Életpályája
Zsidó értelmiségi családban született, anyja Raiss Izabella Lucia, apja Gábor Ignác irodalomtörténész, műfordító volt. Szőnyi István festőiskolájában, majd 1935–1941 között a Magyar Képzőművészeti Főiskolán tanult, ahol Réti István tanítványaként elvégezte a művészképzőt, majd a továbbképzőt is. 1938-ban állított ki először, attól kezdve tíz évig kiállító művész volt. Még főiskolai hallgatóként, 1939-ben szerepelt a kassai Nemzeti Kiállításon és az Ernst Múzeum tavaszi kiállításán, Nemes Marcell-díjat kapott. 1941–1943 között a zebegényi művésztelep tagja volt. 1942-ben tartották meg első önálló kiállítását a Nemzeti Szalonban. Második önálló kiállítását 1944 januárjában Rózsa Miklós rendezte a Tamás Galériában. Tanulmányutakat tett Ausztriában, Belgiumban, Franciaországban, Angliában, Hollandiában, Olaszországban és a Szovjetunióban.
A háború utáni első önálló kiállítását 1947-ben rendezhette a Művész Galériában. Később festészetét sok más művészével együtt polgárinak minősítették, amelyet nem fogadott el a kor hivatalos kultúrpolitikája. Legközelebb csak 1957-ben állított ki, és elfoglalhatta helyét a kiállító művészek sorában. 1977-ben nagy életmű-kiállításon mutatta be munkásságát a Nemzeti Galériában. Az 1990-es évek közepén holokauszt- és zsidó témájú képeit állította ki önálló kiállításain.
Művei megtalálhatóak többek között a Magyar Nemzeti Galériában, a Magyar Nemzeti Múzeumban és a székesfehérvári Szent István Király Múzeumban.

## Magánélete
1938-ban ismerkedett meg későbbi férjével, Rónai Mihály András költővel (1913–1992). A szintén zsidó családból származó Rónait 1940-től többször hívták be munkaszolgálatra. A német megszállás utáni hetekben a munkaszolgálatból néhány napra Budapestre szökött, és 1944. április 27-én összeházasodtak. 1944-ben a főváros ostromát hamis papírokkal, illegális szállásokon együtt bujkálva élték túl. Szüleik a holokauszt áldozatai lettek.

## Egyéni kiállításai
- 1942 Nemzeti Szalon
- 1944 Tamás Galéria
- 1945, 1947 Művész Galéria
- 1948 Fészek
- 1957, 1963, 1966, 1970, 1973 Csók Galéria
- 1958 Kulturális Kapcsolatok Intézete
- 1959 Pesterzsébeti Múzeum
- 1964 Palermo, Róma
- 1966 Velence, Róma
- 1969-1971 Róma
- 1970 Szeged
- 1972 Velence
- 1974-1975 Párizs
- 1976 Firenze
- 1977-1978 Nemzeti Galéria
- 1980 Berlin
- 1981 Rostock
- 1985, 1996 Vigadó Galéria
- 1986 Móra Ferenc Művelődési Központ
- 1987 Néprajzi Múzeum (Budapest)
- 1988 Szolnoki Galéria
- 1990 Hevesi Művelődési Központ
- 1992 Szatmári Múzeum
- 1993 Nyugati Irodalmi Emlékmúzeum
- 1995 Kossuth Klub
- 1997 Magyar Irószövetség Klubja
- 2003 Szatmári Múzeum
- 2012 Jászi Galéria
- 2017 Eötvös, Közösségi és Kulturális Színtér
- 2018 Széphárom Közösségi Tér
- 2020 Újpest Galéria
- 2022 Mátészalkai Múzeum

## Csoportos Kiállításai

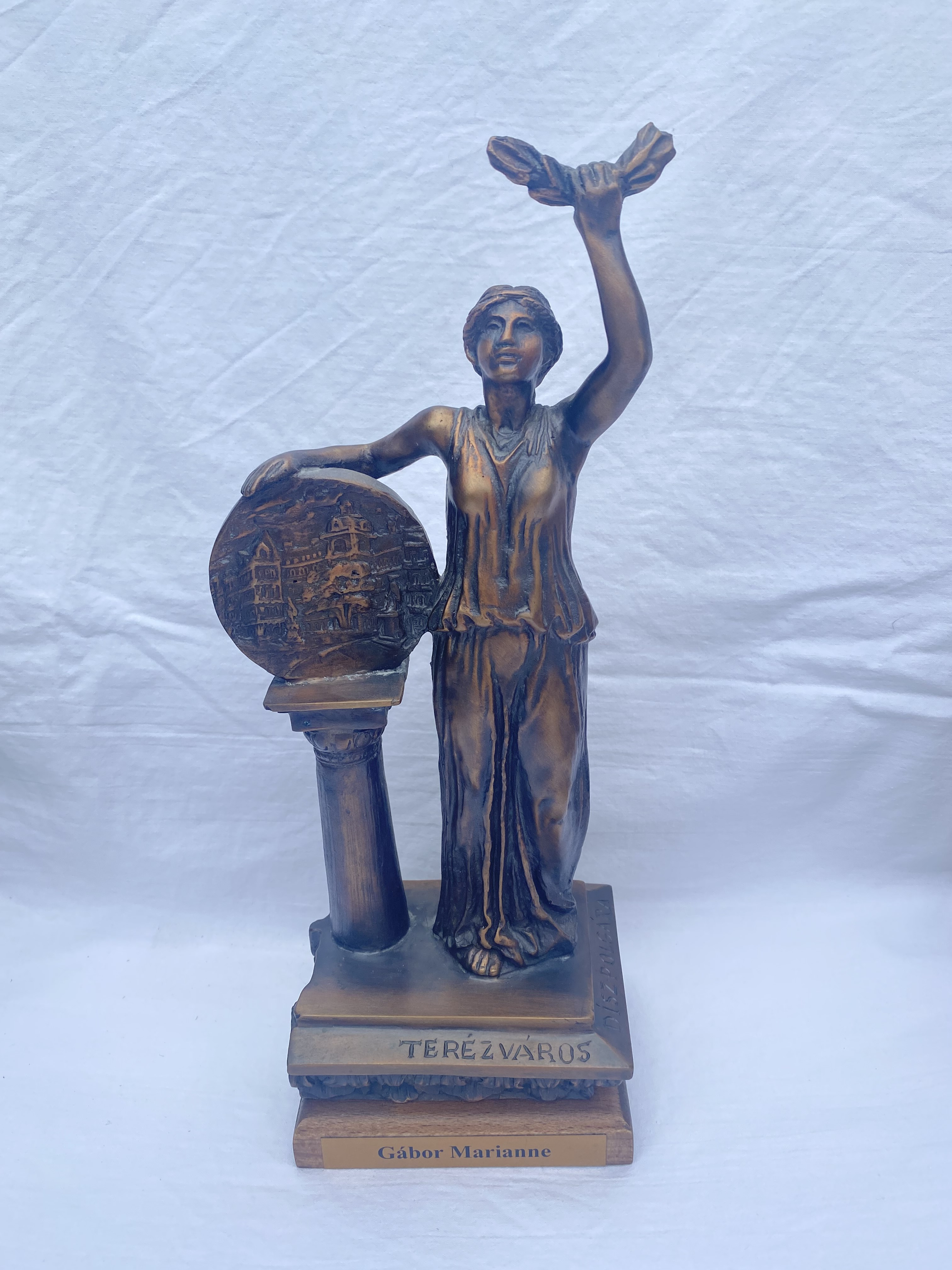
Gábor Marianne Terézváros Díszpolgára Díj 2019

- Haas Galéria 2011

## Díjai, elismerései
- Nemes Marcell-díj (1939)
- a Szinyei Társaság elismerése (1940)
- Hatvany-díj (1941)
- a Szinyei Társaság Kitüntető Elismerése (1942)
- Újjáépítési díj (1945)
- a Magyar-Szovjet Baráti Társaság 1. díja (1955) (Balatoni-tájkép)
- Firenzei Leonardo-érem (1976)
- Érdemes művész (1978)
- az Olasz Művészeti Akadémia aranyérme (1979)
- a Confederazione Internazionale dell'Ordine degli Artisti érdemrendjének birtokosa (1984)
- az Accademia Bedriacense "Maestro Accademico" díja (1984)
- az Accademia Italia Fiaccola d'Oro (Aranyfáklya) díja (1986)
- Budapestért díj (1994)
- Pro Urbe Mátészalka (2002)
- A Magyar Köztársasági Érdemrend tisztikeresztje (2003)
- Terézváros Díszpolgára (posztumusz) (2019)[6]

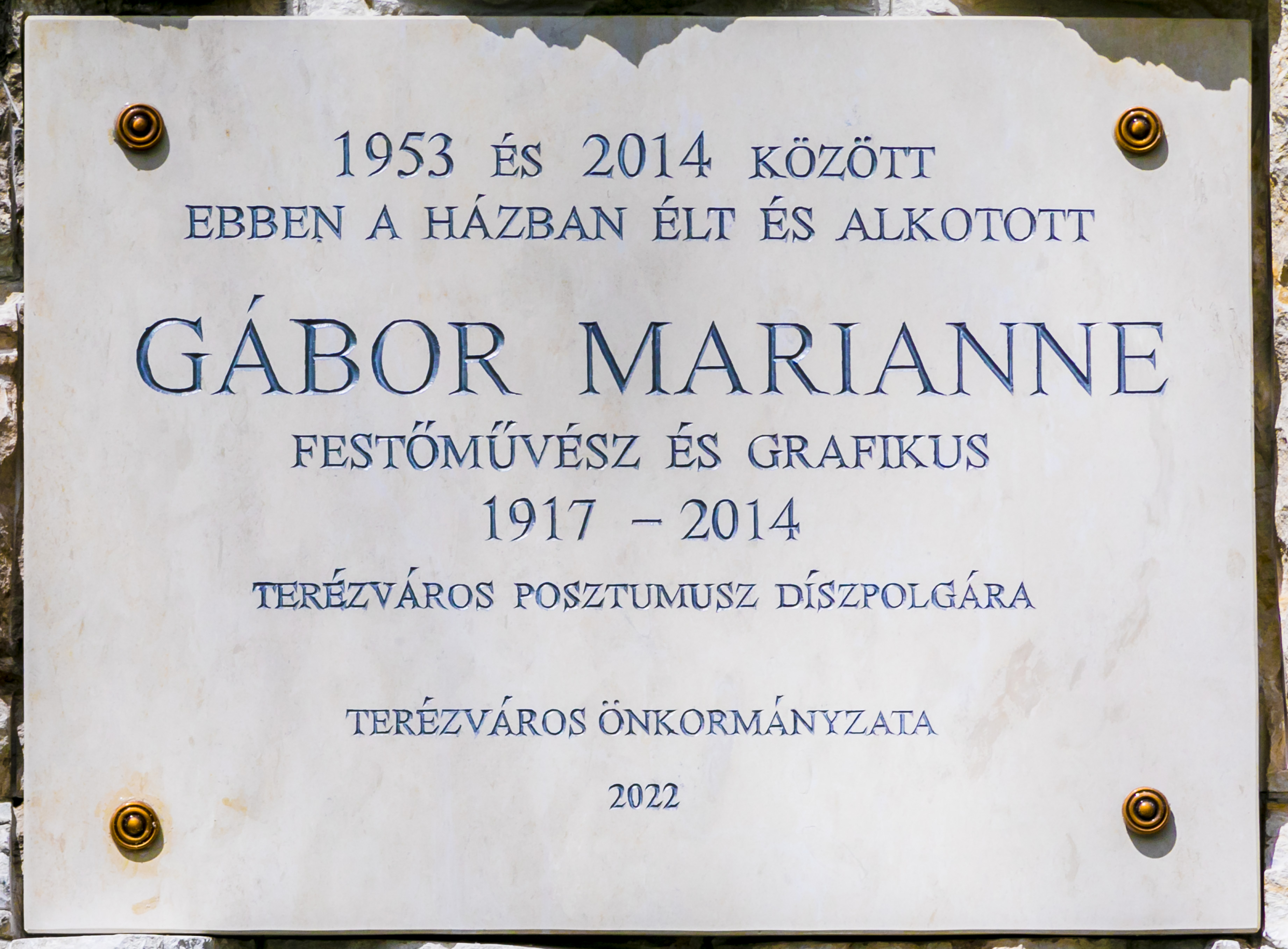
Gábor Marianne Emléktábla 2022